# Saurolophini
Saurolophini – plemię wymarłych dinozaurów ptasiomiedniczych, ornitopodów z rodziny kaczodziobych.
Historia badań nad tymi zwierzętami zaczyna się na początku XX wieku. Pierwsze szczątki zaliczone do rodzaju zaurolof znaleziono w Kanadzie, nad brzegami rzeki Red Deer, w skałach formacji Edmonton. Opisał je Barnum Brown w 1912, z gatunkiem typowym S. osborni. Ukuta przez badacza nazwa rodzajowa Saurolophus oznacza z gr. σαυρος sauros „jaszczurka”; λοφος lophos „grzebień, czub”. Brown zaliczył zwierzę do rodziny Trachodontidae. Rodzinę tę podzielił na dwie podrodziny, Trachodontinae i Saurolophinae. Do Saurolophinae zaliczył zaurolofa, hipakrozaura i korytozaura. Obecnie nazwa Trachodontidae nie jest już używana, określeniem rodziny jest Hadrosauridae.

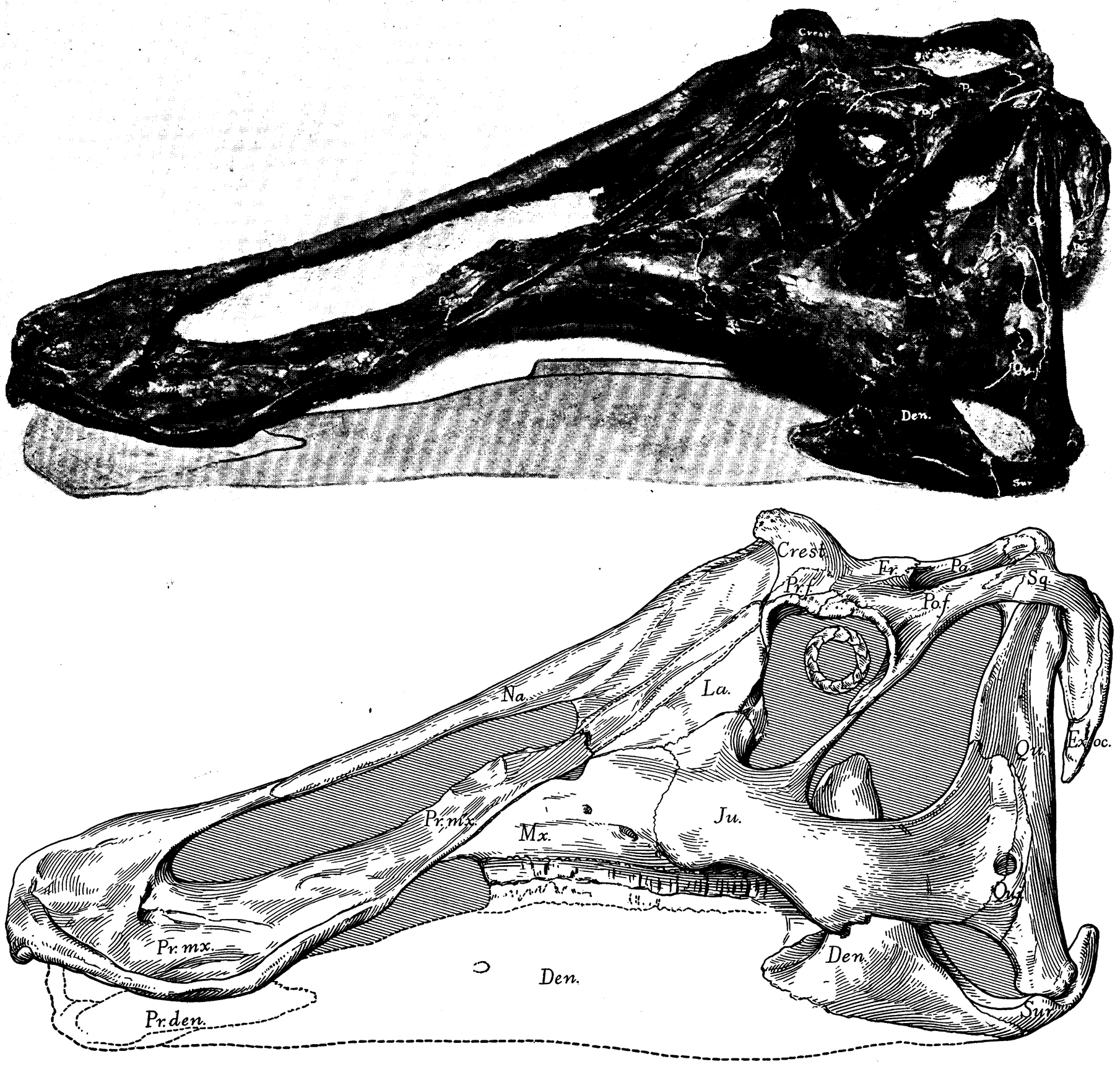
Prosaurolophus maximus, czaszka zrekonstruowana przez Barnuma Browna

Tymczasem w 1916 Barnum Brown opisał kolejny rodzaj kaczodziobego dzięki odkryciom dokonanym rok wcześniej. Spośród czaszek przypisywanych rodzajowi Trachodon znad rzeki Red Deer (formacja Belly River) znalazł jedną większą, niepasującą do pozostałych. Zaliczył ją bez problemu do podrodziny Saurolophinae, ogólnie przypominała czaszkę zaurolofa, jednak miała mniejszy, wyglądający na dopiero tworzący się grzebień. Badacz uznał, że ma do czynienia z przodkiem zaurolofa, wobec czego nadał zwierzęciu nazwę prozaurolof.
Kolejny gatunek, S. angustirostris, opisany został z Azji. Niedługo po opisanym powyżej odkryciu wydobyto jednak o wiele bardziej wartościowe szczątki. Odnalazła je w Mongolii w pochodzących z wczesnego mastrychtu skałach formacji Nemegt polsko-mongolska ekspedycja paleontologiczna, działająca w latach 1947-49. Anatolij Rożdiestwienski nadał znalezisku nazwę S. angustirostris. Jeszcze wcześniej odkryty okaz, fragmentaryczna kość kulszowa z Heilongjiang w Chińskiej Republice Ludowej, nazwany został przez Riabinina S. kryschtofovici. Jednak obecnie uważa się to miano za nomen dubium.
Jednym z gatunków później zaliczonych do tego samego rodzaju był S. morrisi. Jego pozostałości znaleziono w środkowej Kalifornii, wśród skał formacji Moreno, datowanych na późny mastrycht. Znalezione tam skamieniałości zostały powtórnie przebadane przez zespół Prieto-Márqueza. Badacze zwrócili uwagę na mocno zbudowany, sięgający za sklepienie czaszki grzebień tworzony głównie przez kość nosową, zakończony wydłużoną, trójkątnego kształtu płytką. Wskazali także odmienności w kopule kości czołowej i zagłębienie około nozdrzy. Bazując na rzeczonych cechach, uznanych za autapomorfie, naukowcy zdecydowali się przenieść gatunek do odrębnego rodzaju, ustanawiając dlań nową nazwę rodzajową Augustynolophus. Źródłosłów wywodzi się od Gretchen Augustyn, która wraz z rodziną wsparła badania, do którego dodano końcówkę -lophus. Prieto-Márquez i inni odnieśli się tutaj do bliskich krewnych nowego rodzaju, których nazwy także kończą się tak samo.

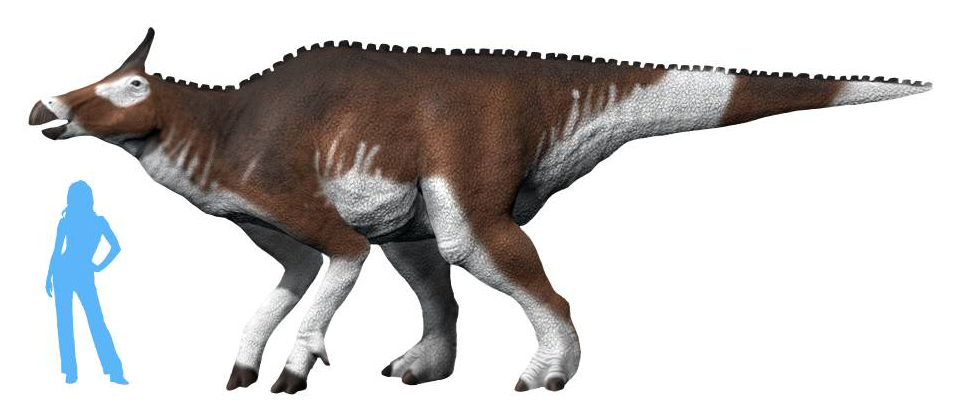
Rekonstrukcja Augustynolophus, porównanie wielkości z człowiekiem

To właśnie przy okazji opisu nowego rodzaju Augustynolophus opisano formalnie nowe plemię. Prieto-Márquez et al. zaliczyli doń prócz nowego rodzaju zaurolofa i prozaurolofa. Rodzaje te łączą takie między innymi cechy, jak szeroka kość przedszczękowa o łukowatym obrysie w bocznej okolicy dziobowej czy też płasko, gwałtownie opadająca powierzchnia baterii zębowej. Zwierzęta te miały na głowie grzebień kostny, wydrążony. W miarę upływu ewolucji rósł on w kierunku tylno-grzbietowym. Być może zwiększał on powierzchnię czaszki, służąc termoregulacji. Inny pogląd upatruje w tych strukturach roli społecznej. Wymienia się kilka potencjalnych sposobów, za pomocą których na przykład prozaurolof komunikował się z innymi przedstawicielami swej grupy. Prócz kostnego grzebienia zdobiącego głowę występować mogły też uchyłki nosowe. Miałyby one formę nadmuchiwanych powietrzem worków z tkanek miękkich, ukrytych w głębokich zagłębieniach oskrzydlających grzebień i wydłużonych otworach nozdrzy. Zwierzę mogłoby ich używać do przekazywania sygnałów zarówno wzrokowych, jak i słuchowych.
W 2017 umieszczono w tym plemieniu czwarty rodzaj, opisywanego właśnie Bonapartesaurus żyjącego na przełomie kampanu i mastrychtu na terenie współczesnej Argentyny, znalezionego w okolicy Salitral Moreno.